# E71

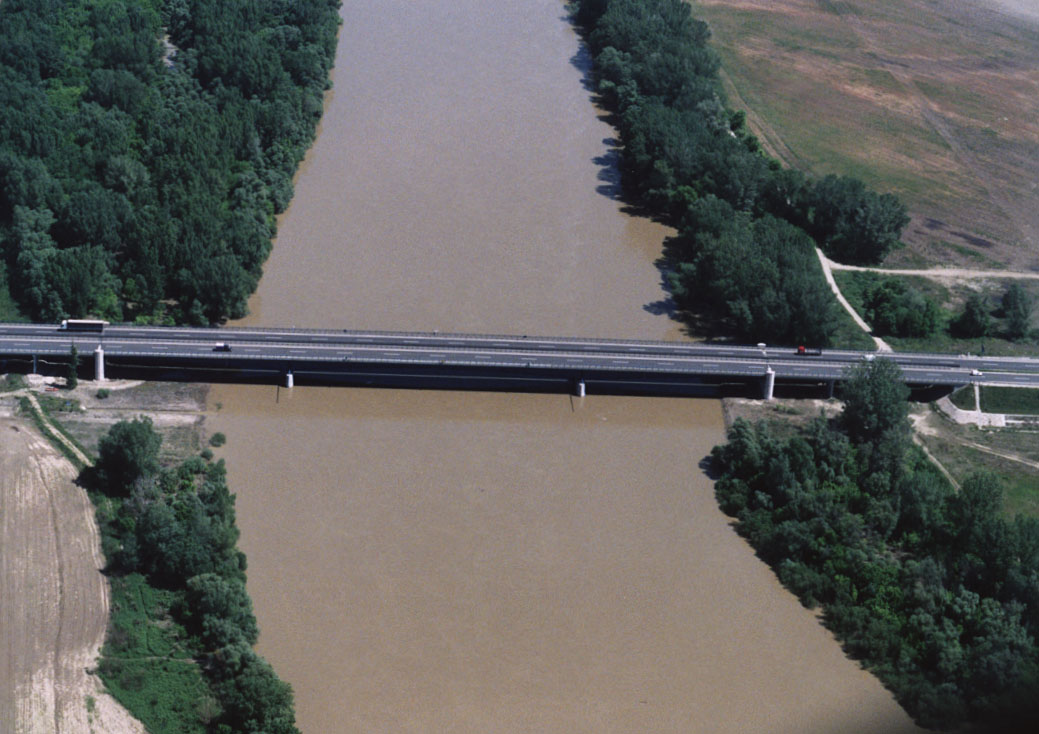
E71/M30, bro över Sajó vid Miskolc.

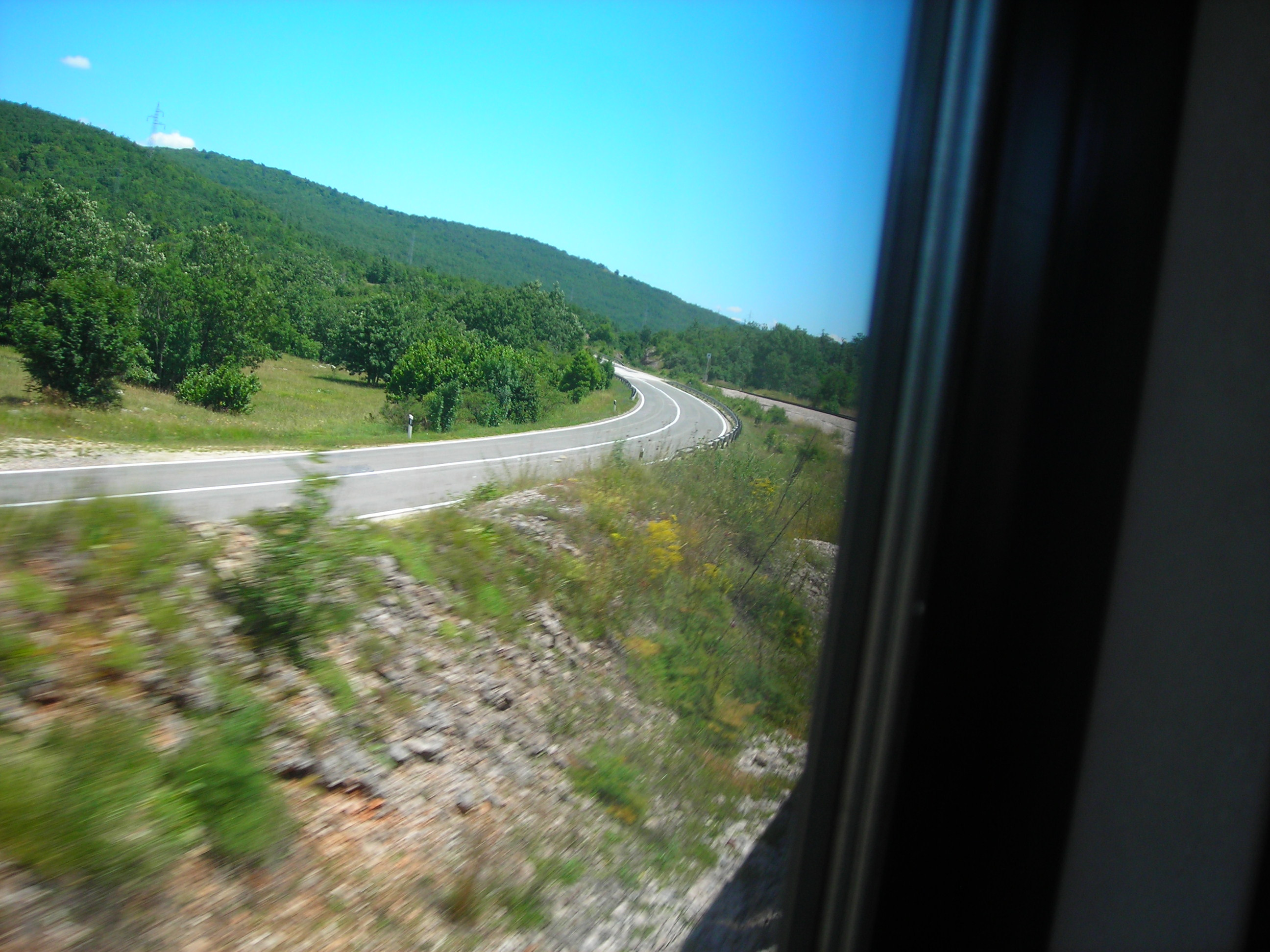
E71/D1, E71 nära Knin, vid järnvägen Split-Zagreb.

E71 eller Europaväg 71 är en 970 kilometer lång europaväg som börjar i Košice i Slovakien, passerar Ungern och slutar i Split i Kroatien. Den går genom Bosnien och Hercegovina en kort sträcka.

## Sträckning
Košice - (gräns Slovakien-Ungern) - Miskolc - Budapest - Balatonaliga - Nagykanizsa - (gräns Ungern-Kroatien) - Zagreb - Karlovac - (gräns Kroatien-Bosnien&Hercegovina) - Bihac - (gräns Bosnien&Hercegovina-Kroatien) - Knin - Split

## Standard
E71 är blandat landsväg och motorväg. Betydande sträckor har byggts under 2000-2005 och mer byggs, så att större delen blir motorväg före 2010. Följande motorvägar utnyttjas för E71:
| - M3, Ungern - M7, Ungern - A4, Kroatien - A1, Kroatien |

Sträckan Karlovac - Bihac - Knin - Split är inte motorväg, däremot går det en parallell motorväg A1, Kroatien cirka 40 km väster om E71. Den räknas inte som E71 eftersom E71 enligt FN-konventionen ska gå via Bihac i Bosnien och Hercegovina. Motorvägen är mycket snabbare på denna sträcka eftersom landsvägen är ganska krokig och har två gränsövergångar.

## Anslutningar
| - E50 - E571 - E77 - E75 |  | - E66 - E661 - E65 gemensam sträcka - E70 |  | - E761 - E65 igen |